# Lezay
Lezay est une commune française, située dans le département des Deux-Sèvres en région Nouvelle-Aquitaine.

## Géographie

### Communes limitrophes
Les communes limitrophes sont  Chenay, Chey, Melle, Saint-Coutant, Saint-Vincent-la-Châtre, Sainte-Soline et Vançais.

### Climat
Le climat qui caractérise la commune est qualifié, en 2010, de « climat océanique franc », selon la typologie des climats de la France qui compte alors huit grands types de climats en métropole. En 2020, la commune ressort du type « climat océanique » dans la classification établie par Météo-France, qui ne compte désormais, en première approche, que cinq grands types de climats en métropole. Ce type de climat se traduit par des températures douces et une pluviométrie relativement abondante (en liaison avec les perturbations venant de l'Atlantique), répartie tout au long de l'année avec un léger maximum d'octobre à février.
Les paramètres climatiques qui ont permis d’établir la typologie de 2010 comportent six variables pour les températures et huit pour les précipitations, dont les valeurs correspondent à la normale 1971-2000. Les sept principales variables caractérisant la commune sont présentées dans l'encadré ci-après.
| Paramètres climatiques communaux sur la période 1971-2000 - Moyenne annuelle de température : 11,8 °C - Nombre de jours avec une température inférieure à −5 °C : 2,2 j - Nombre de jours avec une température supérieure à 30 °C : 5,7 j - Amplitude thermique annuelle : 14,6 °C - Cumuls annuels de précipitation : 850 mm - Nombre de jours de précipitation en janvier : 11,7 j - Nombre de jours de précipitation en juillet : 7,1 j |

Avec le changement climatique, ces variables ont évolué. Une étude réalisée en 2014 par la direction générale de l'Énergie et du Climat complétée par des études régionales prévoit en effet que la température moyenne devrait croître et la pluviométrie moyenne baisser, avec toutefois de fortes variations régionales. La station météorologique de Météo-France installée sur la commune et mise en service en 1952 permet de connaître en continu l'évolution des indicateurs météorologiques. Le tableau détaillé pour la période 1981-2010 est présenté ci-après.
| Mois                                  | jan.            | fév.           | mars           | avril           | mai         | juin           | jui.           | août           | sep.           | oct.            | nov.          | déc.            | année    |
| ------------------------------------- | --------------- | -------------- | -------------- | --------------- | ----------- | -------------- | -------------- | -------------- | -------------- | --------------- | ------------- | --------------- | -------- |
| Température minimale moyenne (°C)     | 1,8             | 1,5            | 3,4            | 5,3             | 9,2         | 12,2           | 14,1           | 13,8           | 11             | 8,5             | 4,4           | 2,3             | 7,3      |
| Température moyenne (°C)              | 5               | 5,6            | 8,5            | 10,8            | 14,8        | 18,2           | 20,4           | 20,2           | 17             | 13,2            | 8,1           | 5,5             | 12,3     |
| Température maximale moyenne (°C)     | 8,2             | 9,8            | 13,5           | 16,3            | 20,4        | 24,2           | 26,8           | 26,7           | 23,1           | 17,9            | 11,8          | 8,6             | 17,3     |
| Record de froid (°C) date du record   | −17 16.01.1985  | −12,5 12.02.12 | −11,5 01.03.05 | −4,5 05.04.1975 | −1 03.05.21 | 3,8 07.06.1984 | 5,5 03.07.1980 | 4,5 30.08.1986 | 2,4 19.09.1977 | −3,5 30.10.1997 | −8,5 18.11.07 | −11,5 17.12.09  | −17 1985 |
| Record de chaleur (°C) date du record | 16,5 05.01.1999 | 22 15.02.1998  | 26 20.03.05    | 32,5 30.04.05   | 35 29.05.01 | 38 26.06.11    | 39,8 23.07.19  | 42 05.08.03    | 35,8 14.09.20  | 31 02.10.11     | 21 01.11.14   | 18,6 03.12.1985 | 42 2003  |
| Précipitations (mm)                   | 97,7            | 71,6           | 73,3           | 81,6            | 70,5        | 58,2           | 56,6           | 52,7           | 64,2           | 97,9            | 98,5          | 108,5           | 931,3    |

## Urbanisme

### Typologie
Au 1er janvier 2024, Lezay est catégorisée commune rurale à habitat dispersé, selon la nouvelle grille communale de densité à sept niveaux définie par l'Insee en 2022.
Elle est située hors unité urbaine et hors attraction des villes,.

### Occupation des sols
L'occupation des sols de la commune, telle qu'elle ressort de la base de données européenne d’occupation biophysique des sols Corine Land Cover (CLC), est marquée par l'importance des territoires agricoles (82,7 % en 2018), une proportion sensiblement équivalente à celle de 1990 (83,1 %). La répartition détaillée en 2018 est la suivante :
terres arables (57,2 %), prairies (14,5 %), forêts (12,6 %), zones agricoles hétérogènes (11 %), zones urbanisées (4,4 %), milieux à végétation arbustive et/ou herbacée (0,3 %). L'évolution de l’occupation des sols de la commune et de ses infrastructures peut être observée sur les différentes représentations cartographiques du territoire : la carte de Cassini (XVIIIe siècle), la carte d'état-major (1820-1866) et les cartes ou photos aériennes de l'IGN pour la période actuelle (1950 à aujourd'hui).

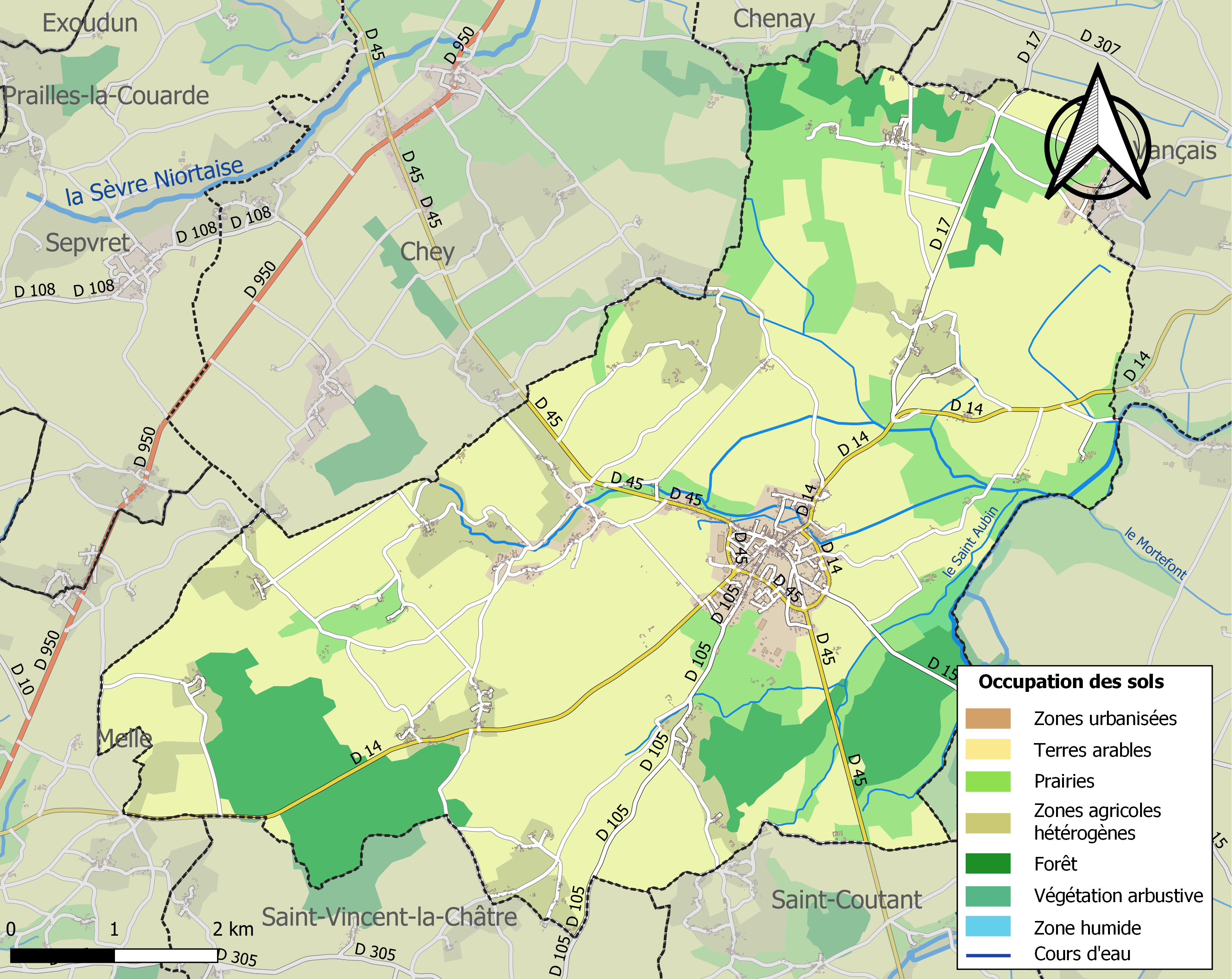
Carte des infrastructures et de l'occupation des sols de la commune en 2018 (CLC).

### Risques majeurs
Le territoire de la commune de Lezay est vulnérable à différents aléas naturels : météorologiques (tempête, orage, neige, grand froid, canicule ou sécheresse), inondations, mouvements de terrains et séisme (sismicité modérée). Il est également exposé à un risque particulier : le risque de radon. Un site publié par le BRGM permet d'évaluer simplement et rapidement les risques d'un bien localisé soit par son adresse soit par le numéro de sa parcelle.

#### Risques naturels
Certaines parties du territoire communal sont susceptibles d’être affectées par le risque d’inondation par débordement de cours d'eau, notamment la Dive du Sud. La commune a été reconnue en état de catastrophe naturelle au titre des dommages causés par les inondations et coulées de boue survenues en 1982, 1999 et 2010,.

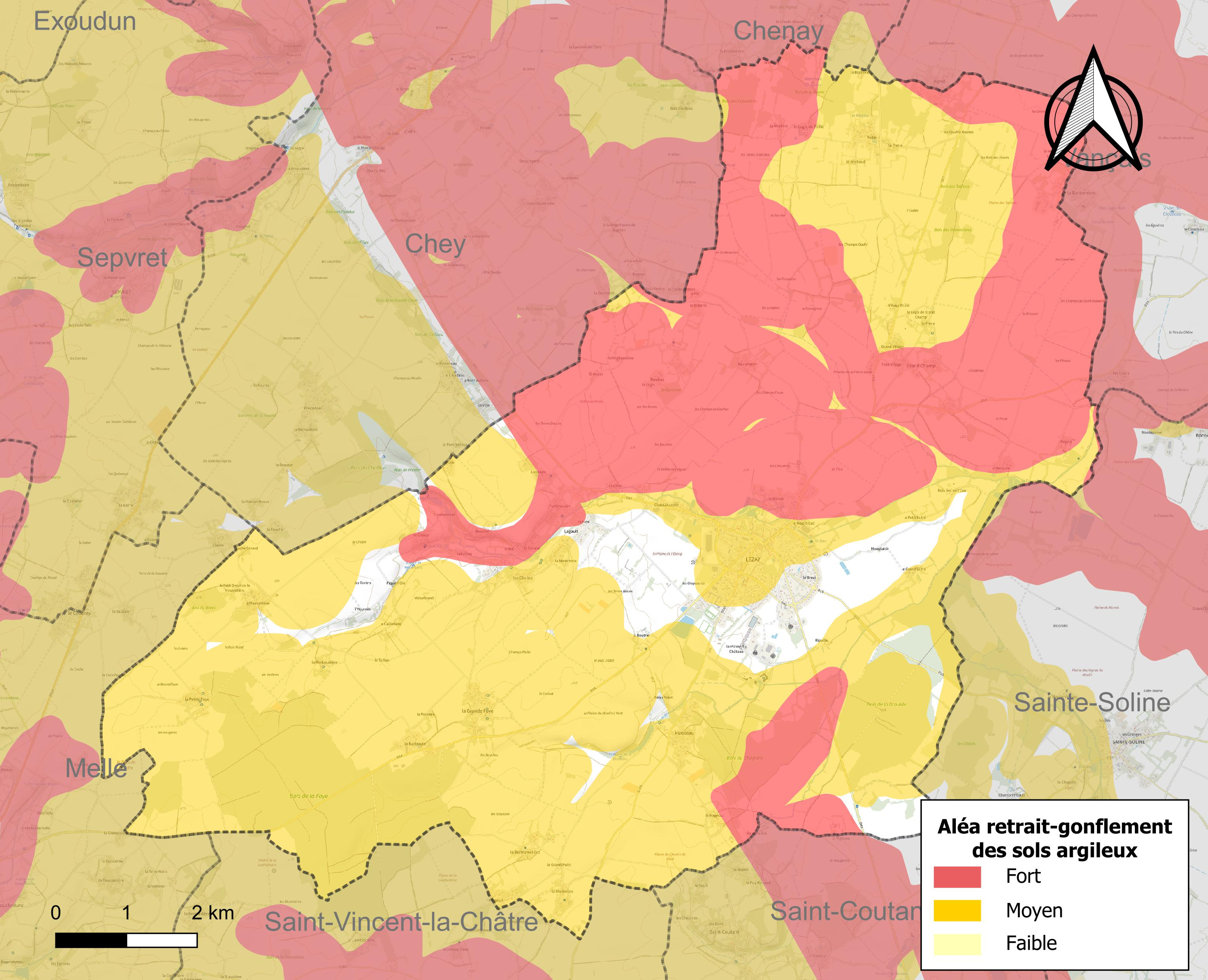
Carte des zones d'aléa retrait-gonflement des sols argileux de Lezay.

Les mouvements de terrains susceptibles de se produire sur la commune sont des tassements différentiels. Le retrait-gonflement des sols argileux est susceptible d'engendrer des dommages importants aux bâtiments en cas d’alternance de périodes de sécheresse et de pluie. 91,9 % de la superficie communale est en aléa moyen ou fort (54,9 % au niveau départemental et 48,5 % au niveau national). Depuis le 1er octobre 2020, en application de la loi ELAN, différentes contraintes s'imposent aux vendeurs, maîtres d'ouvrages ou constructeurs de biens situés dans une zone classée en aléa moyen ou fort,.
La commune a été reconnue en état de catastrophe naturelle au titre des dommages causés par la sécheresse en 1995, 2003, 2005, 2009 et 2017 et par des mouvements de terrain en 1999 et 2010.

#### Risque particulier
Dans plusieurs parties du territoire national, le radon, accumulé dans certains logements ou autres locaux, peut constituer une source significative d’exposition de la population aux rayonnements ionisants. Selon la classification de 2018, la commune de Lezay est classée en zone 2, à savoir zone à potentiel radon faible mais sur lesquelles des facteurs géologiques particuliers peuvent faciliter le transfert du radon vers les bâtiments.

## Économie
Les 3 dernières usines (imprimerie, huilerie, laiterie) de Lezay ont fermé.
Marché aux bestiaux.

## Histoire
Au Moyen Age, depuis le XIIe siècle au moins, Lezay était un fief des Lusignan, possédé notamment par la branche cadette issue de Simon Ier, fils puîné d'Hugues VII (Simon fl. au XIIe siècle ; les Lusignan ont sans doute hérité Lezay d'une famille seigneuriale locale, la femme d'Hugues VII et mère de Simon, Sarrasine, étant dite de Lezay). Simon fut le bisaïeul de Simon IV (fl. vers 1300), auquel succéda son fils Simon V, père de Simon VI ; mais la branche aînée des Lusignan-Lezay s'éteignit dans les mâles en 1386, à la mort de Simon VI. Deux héritiers se disputèrent la succession : - Hugues de Coloigne de Pugny (beau-frère de Simon VI par son mariage avec la dernière sœur de ce dernier, Marie de Lusignan : parents de Jacques de Coloigne, suivi par le cousin héritier de ce dernier, Guillaume Odart sire de Verrière-en-Loudunais, de l'importante famille du Loudunais qui posséda Monts du XIIIe au XVe siècle), et - Jean Ier de Lusignan des Marais (cousin germain de Simon IV, car fils d'Hugues des Marais, l'oncle paternel de Simon IV ; souche de la branche cadette des Lusignan-Lezay dite des Marais de Lezay : il existe toujours une rue du Marais à Lezay). Le 3 février 1410, Guillaume Odart renonça à la succession de Lezay au profit de Jean II des Marais, le petit-fils de Jean Ier, qui d'ailleurs ne garda pas très longtemps le fief ainsi réuni.
En effet, le 2 décembre 1429, Jean II des Marais abandonna toute sa part de Lezay à d'autres descendants des Lusignan-Lezay (Jeanne de Torsay et son 2e mari André de Beaumont), qui y possédaient encore des droits ; car - Marguerite de Lusignan-Lezay, fille de Simon IV et de sa 1re femme Anne d'Archiac, donc la demi-sœur aînée de Simon V, semble avoir transmis ses droits propres dont une part de la seigneurie, à son mari Guillaume (Ier ; ou Gilles) de Torsay puis à leur fils Guillaume (II) de Torsay († avant 1400 ; la généalogie des Torsay est mal connue, confuse : des auteurs ne font de ces deux Guillaume qu'un seul personnage). Puis vint Jean de Torsay († ap. 1426), fils de Guillaume (II) et de Talaisie de Chastenet, maître des Arbalétriers, sénéchal du Poitou, capitaine-châtelain de Fontenay-le-Comte, chambellan du roi, un fidèle de Charles VI, du duc de Berry, du parti armagnac et de Charles VII ; il était seigneur de Lezay (en partie) et de Béruges, aussi de la Roche-Ruffin et la Mothe-Saint-Héraye (par achat en 1404 au connétable Charles d'Albret, contre 4 000 écus d’or à la couronne), de La Haye en Touraine (par acquisition sur Marguerite, comtesse de Sancerre) et toujours par achat, de La Roche-Elie ; il épousa Marie, fille unique héritière de Jean d’Argenton, seigneur d’Hérisson, et de Charlotte de Melle, dame de la Motte-Chalandray, du Breuil de Rochefort, de Gascougnolles, de Leigné.
La fille unique héritière de Jean de Torsay et Marie d'Argenton, Jeanne de Torsay baronne de Lezay († ap. 1459), contracta successivement quatre mariages dans la 1re moitié du XVe siècle, avec Jacques de Ventadour, André de Beaumont-Bressuire, Jean Ier de Rochechouart-Mortemart, enfin Philippe de Melun-la Borde. C'est André de Beaumont (exécuté le 8 mai 1431 par jugement royal) et Jeanne de Torsay qui recueillirent le renoncement de Jean II de Lusignan des Marais en 1429. Le dernier fils de Jeanne de Torsay, Jean de Melun-La Borde, porta le nom de Lezay dont il fut sans doute le sire au moins en partie, mais il semble vite disparaître. On trouve ensuite la seigneurie aux mains des Laval-Lezay jusqu'à la Révolution, Pierre de Laval-Loué ayant marié Philippe de Beaumont-Bressuire (prénom alors épicène ; † 1525 ; dame de Bressuire, Lezay, La Mothe-St-Héray et La Haye, fille du sénéchal-chambellan Jacques de Beaumont († 1492), et petite-fille d'André de Beaumont et Jeanne de Torsay).
Pendant la Guerre de Cent Ans, la bande du chevalier Moreau Audouin commit de nombreuses exactions dans la région. De nombreux Lezéens périrent.
Beaucoup d'habitants de Lezay adoptèrent la Religion Réformée. Lors de la révocation de l’Edit de Nantes, on enregistra, à Lezay, 250 abjurations obtenues par la force.
En 1642, Louis XIII érigea la baronnie de Lezay en marquisat pour Hilaire de Laval.
De 1901 à 1940, une gare existe sur la ligne de tramways départementaux de Saint-Maixent à Melle.
Pendant la Seconde Guerre mondiale, le pasteur Pierre Fouchier s'engage dans le réseau résistant F2 ; il a permis à des familles juives d'échapper aux rafles. Il a été proclamé "Juste parmi les nations".
C'est à Lezay qu'étaient imprimés les faux formulaires vierges par l'imprimeur Monsieur Chopin qui se donnait la peine de réaliser des documents parfaitement conformes.

## Héraldique
| Blason de Lezay | Blason  | Burelé d'argent et d'azur, à neuf merlettes de gueules brochante en orle au franc-canton de gueules.                                 |
| Blason de Lezay | Détails | Le statut officiel du blason reste à déterminer.                                                                                     |
| Blason de Lezay | Alias   | D’azur à la tête de chèvre arrachée d’argent accompagnée de cinq tours d’or ouverte du champ et maçonnées de sable, ordonnées 2.2.1. |

## Politique et administration

### Liste des maires
| Période                                  | Période                  | Identité             | Étiquette    | Qualité |
| ---------------------------------------- | ------------------------ | -------------------- | ------------ | --- |
| octobre 1947                             | mars 1965                | Jules Allonneau      | SFIO puis PS | Industriel et fabricant d’huiles Conseiller général du canton de Lezay (1961 → 1973)                                |
| Les données manquantes sont à compléter. |                          |                      |              | |
| mars 1971                                | mars 1977                | Rémi Mornet          | DVG          | Vétérinaire Conseiller général du canton de Lezay (1973 → 1979)                                                     |
| mars 1977                                | octobre 1997 (démission) | Jean-Pierre Marché   | PS           | Chef d'entreprise Député Conseiller général du canton de Lezay (1979 → 2004) Président de la CC du Lezayen[Quand ?] |
| octobre 1997                             | mars 2014                | Joseph Joubert       | PS           | Cadre retraité Conseiller régional de Poitou-Charentes (2004 → 2010)                                                |
| mars 2014                                | juillet 2017 (décès)     | Christian Maireau    | PS           | Commercial retraité Vice-président de la CC du Mellois (2014 → 2016)                                                |
| octobre 2017                             | mai 2020                 | Jean-Jacques Dempuré | DVG          | Retraité |
| mai 2020                                 | En cours                 | Olivier Gayet        | SE           | Moniteur équitation et animateur, ancien adjoint                                                                    |
| Les données manquantes sont à compléter. |                          |                      |              | |

## Démographie
À partir du XXIe siècle, les recensements réels des communes de moins de 10 000 habitants ont lieu tous les cinq ans. Pour Lezay, cela correspond à 2007, 2012, 2017, etc. Les autres dates de « recensements » (2006, 2009, etc.) sont des estimations légales.
| 1793  | 1800  | 1806  | 1821  | 1831  | 1836  | 1841  | 1846  | 1851  |
| ----- | ----- | ----- | ----- | ----- | ----- | ----- | ----- | ----- |
| 1 681 | 1 693 | 1 908 | 2 127 | 2 342 | 2 448 | 2 534 | 2 565 | 2 599 |

| 1856  | 1861  | 1866  | 1872  | 1876  | 1881  | 1886  | 1891  | 1896  |
| ----- | ----- | ----- | ----- | ----- | ----- | ----- | ----- | ----- |
| 2 670 | 2 593 | 2 554 | 2 589 | 2 628 | 2 641 | 2 629 | 2 693 | 2 550 |

| 1901  | 1906  | 1911  | 1921  | 1926  | 1931  | 1936  | 1946  | 1954  |
| ----- | ----- | ----- | ----- | ----- | ----- | ----- | ----- | ----- |
| 2 665 | 2 521 | 2 558 | 2 273 | 2 296 | 2 277 | 2 331 | 2 252 | 2 179 |

| 1962  | 1968  | 1975  | 1982  | 1990  | 1999  | 2006  | 2007  | 2012  |
| ----- | ----- | ----- | ----- | ----- | ----- | ----- | ----- | ----- |
| 2 144 | 2 132 | 2 122 | 2 146 | 2 295 | 2 093 | 2 051 | 2 045 | 2 087 |

| 2017  | 2022  | - | - | - | - | - | - | - |
| ----- | ----- | - | - | - | - | - | - | - |
| 1 999 | 2 013 | - | - | - | - | - | - | - |

## Lieux et monuments
- Église Saint-Médard de Lezay. Elle est inscrite à l'Inventaire général du patrimoine culturel[38].

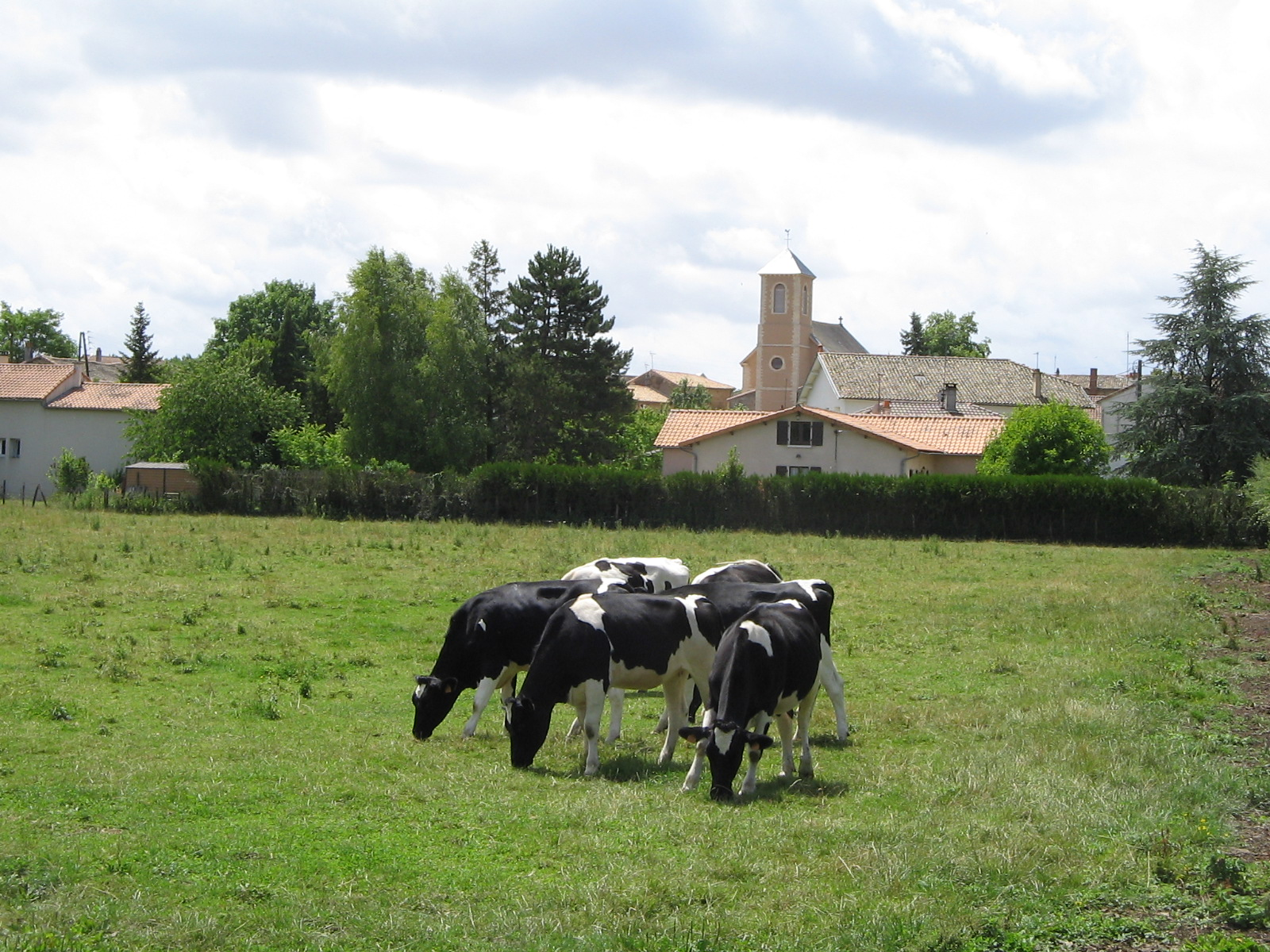
Lezay en juin 2011.

## Personnalités liées à la commune
- Au XVIIIe siècle, le métayer Samuel Arnault, ancêtre de Bernard Arnault, travaillait à Lezay[39] selon le Dictionnaire étonnant des célébrités.
- Claude de Lusignan a été le marquis de Lezay au XVIIe siècle.

## Jumelages
- Barver (Allemagne) depuis le 26 août 1973.
- Albelda de Iregua (Espagne).
- Danyi Elavanyo (Togo).